# Cleveland Museum of Art
Il Cleveland Museum of Art (CMA) si trova in 11150 East Blvd a Cleveland, nell'Ohio; è un museo di arte antica, moderna e contemporanea.
L'ingresso è generalmente gratuito.
Espone opere di Caravaggio, Giambattista Pittoni, Paul Cézanne, Edgar Degas, Eugène Delacroix, Édouard Manet, Claude Monet, Berthe Morisot, Pablo Picasso, Pierre-Auguste Renoir, Edward Hopper, ecc.

## Storia
L'edificio in stile neoclassico fu progettato nel 1905 dagli architetti Hubbell e Benes ed edificato nel lato meridionale di Wade Park, un'area verde che prende il nome dal filantropo Jeptha Homer Wade che donò parte delle sue tenute alla città nel 1881.
Venne fondato come istituzione museale nel 1913 ma aperto al pubblico tre anni dopo, nel 1916 con una cerimonia di apertura guidata dal nipote di Wade, Jeptha H. Wade II che ne fu il primo vice-presidente e, dal 1920, il presidente.
L'edificio è stato successivamente ampliato nel 1958, 1971 e 1983. Nel 2005 è iniziato un progetto di rinnovamento che dovrebbe portare il museo ad espandersi sia nella struttura che nei patrimoni artistici e librari.

## Collezioni e attività
Il museo possiede oltre 40.000 opere, distribuite su 70 gallerie ed è molto noto per le sue collezioni di arte precolombiana, medievale europea e arte asiatica. Ospita, inoltre, un centro studi sull'arte, una libreria e spazi per le rappresentazioni, dove si tengono concerti, proiezioni di film e conferenze.
La copia del museo de Il pensatore di Auguste Rodin ha una storia unica e travagliata. Parzialmente distrutto da un atto di vandalismo di un dimostrante nel 1970, la statua non è stata restaurata a causa della stretta partecipazione dell'artista alla sua fusione. L'opera danneggiata è oggi esposta all'ingresso dell'edificio.
Nel giugno del 2004, il museo ha acquistato un'antica scultura bronzea dell'Apollo Sauroktonos, riconosciuto da Paolo Moreno come un originale di Prassitele. Permangono tuttavia dei dubbi sulla provenienza della statua, e questo fa dubitare alcuni studiosi della sua autenticità. 
Il museo è aperto tutti i giorni dalle 10:00 alle 17:00. tranne il lunedì.

## Le opere maggiori
Andrea del Sarto
- Sacrificio di Isacco, 1527 circa

Cima da Conegliano
- Madonna col Bambino e santi, 1515

Carlo Crivelli
- San Nicola di Bari, 1472

Filippo Lippi
- Sant'Antonio Abate e san Michele Arcangelo, 1456 circa

Michelangelo Merisi da Caravaggio
- Crocifissione di sant'Andrea, 1607

Mattia Preti
- San Paolo eremita, 1664 circa

Pablo Picasso
- La Vita, 1903

Prassitele?
- Apollo, 350 a.C. circa, attribuito

Antonio del Pollaiolo
- Battaglia di dieci uomini nudi, 1460-146

Sandro Botticelli
- Madonna col Bambino e san Giovannino, 1490 circa

Paolo Veronese
- Ritratto di Agostino Barbarigo, 1571-1572